# Yambio
Yambio (tiếng Ả Rập: يامبيو) là một thành phố ở Nam Sudan, thủ phủ bang Tây Equatoria.

## Địa lý
Thành phố nằm ở quận Yambio, bang Tây Equatoria, gần biên giới giữa Nam Sudan và Cộng hòa Dân chủ Congo. Nó nằm cách thủ đô Juba khoảng 444 m về phía tây.

## Nhân khẩu
Yambio và khu vực xung quanh là quê hương của dân tộc Azande, những người cũng sinh sống ở các nước láng giềng Cộng hòa Dân chủ Congo và Cộng hòa Trung Phi.
Vào năm 1983, dân số của Yambio được ước tính vào khoảng 24.900, theo cuộc điều tra dân số do Sudan tiến hành. Năm 2010, dân số thành phố là khoảng 31.700 người. Năm 2011, một nguồn khác ước tính dân số là 45.400 người.
| Năm             | Dân số |
| --------------- | ------ |
| 1983 (Thống kê) | 24.900 |
| 2010 (Ước tính) | 31.700 |
| 2011 (Ước tính) | 45.400 |

## Giao thông
Có một số xa lộ đi qua Yambio. Thành phố cũng có một sân bay nhỏ mang tên Yambio (HSYA).